# Jhansi (dystrykt)
Jhansi – dystrykt w stanie Uttar Pradesh w północnych Indiach.